# Arnejc
Arnejc je priimek v Sloveniji, ki ga je po podatkih Statističnega urada Republike Slovenije na dan 1. januarja 2010 uporabljalo  manj kot 5 oseb. Priimek je koroškega izvora.  
Priimek Arnejc je nastal iz imena Jernej, oz. prvotno tudi Bartolomej. Iz imena Jernej in njegovih oblik so nastali priimki Arne, Arnečič, Arnejc, Arnejčič, Arnejšek, Jerne, Jernečič, Jernej, Jernejc, Jernejčič, Jernejec, Jernejšek ter Bartel, Bartelj, Bartol, Bartolj, Brtoncelj, Paternež, Patrnoš.

## Znani nosilci priimka
- Franc Arnejc, pisec spominov iz 1. svetovne vojne
- Ivan (Janko) Arnejc (1876—1936), klasični filolog, etnološki zbiralec
- Janko (Janez) Arnejc (1877—1967), duhovnik, narodni delavec